# BTT靶機
Radioplane BTT是一款由無線電飛機公司（後來被諾斯洛普公司收購）研製的一系列無人靶機。該系列無人機在公司內部代號為RP-71，美國海軍稱其為WS-426/2，美國空軍稱其為WS-462/2。

## 發展

展示於航空無人機博物館的KD2R

在二戰後，無線電飛機公司延續了OQ-2的成功，推出了另一款非常成功的活塞發動機無人靶機系列，後來稱為基本訓練靶標（英語：Basic Training Target,BTT）系列。而BTT系列無人靶機服役至20世紀結束。總體而言，BTT系列共生產了超過76,000架，是有史以來生產數量最多的一種飛機。

## 型號

### OQ-19 / KD2R

展示於航空無人機博物館的OQ-19

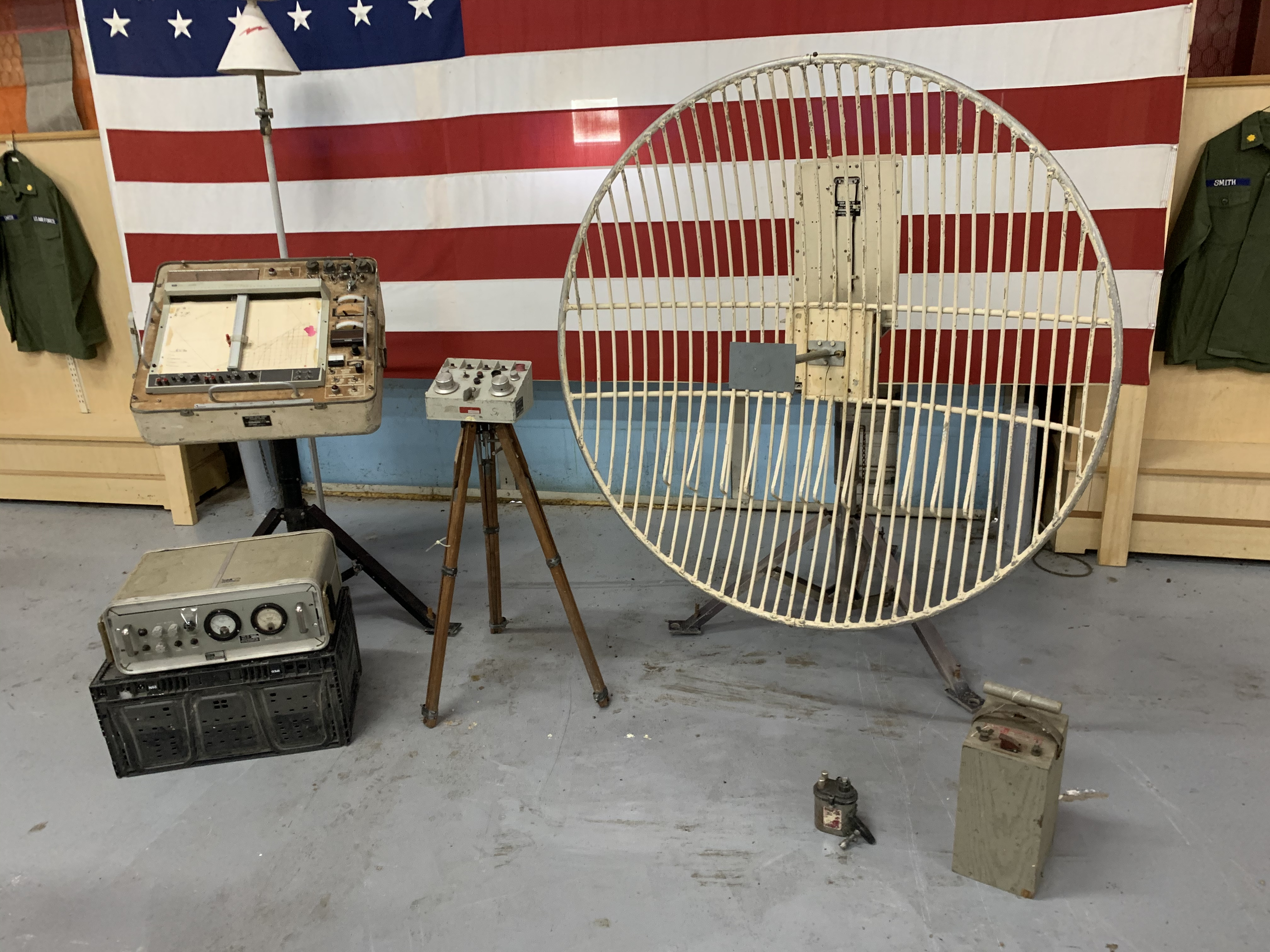
航空無人機博物館展示的BTT通訊硬體

BTT系列靶標無人機的計畫始於1940年代末，經過一系列升級，型號從OQ-19A至'OQ-19D，美國海軍則將其命名為Quail，並編號為KD2R。早期型號採用金屬機身和木製機翼，但後續型號皆改為全金屬建造。
無線電飛機還開發了一款主要由塑料製成的實驗原型機XQ-10，儘管測試結果及格，但因為相較於原先的金屬機身版本，並沒有什麼特別的創舉與改革，因此最終未投入生產。
1952年，諾斯洛普公司收購無線電飛機，成為諾斯洛普Ventura部門的一部分。

### MQM-33 / MQM-36 Shelduck
1963年，當美國軍方改制，開始統一命名系統時，仍在美國陸軍服役的BTT系列靶機重新命名為MQM-33，而唯一仍在海軍服役的KD2R-1則重新命名為MQM-36 麻鴨(Shelduck)。
MQM-36是BTT系列中最成熟的型號，但仍保留了與其他型號基本相同的配置。MQM-36比OQ-2A系列更大、更先進，配備了一具麥卡洛克水平對臥四缸引擎。MQM-36在機翼端配備了龍伯透鏡雷達增強裝置，這種裝置能夠放大訊號源。由於空中搜索雷達會干擾控制信號，美國海軍並未採用龍伯透鏡雷達反射器。因此，空中搜索雷達並未被使用。

### MQM-57 Falconer
BTT系列的其中一款衍生型號為RP-71，也被稱為SD-1 觀察者(Observer)，後來重新命名為MQM-57 獵鷹者(Falconer)。獵鷹者專為戰場偵察設計，於1955年首飛。獵鷹者外觀上與麻鴨相似，但機身略長且結構更為結實。獵鷹者同時配備自動駕駛系統和無線電控制兩種系統，其中無線電控制為自動駕駛失控後的接替方案。獵鷹者搭載攝影機以及用於夜間偵察的照明彈於機翼之間的機背隆起處。儘管其續航時間僅略微超過半小時，續航能力有限，但還是有約1,500架獵鷹者曾服役於多國軍隊，直到1970年代。

### 書目
- Newcome, Lawrence R. . Reston, VA: American Institute of Aeronautics and Astronautics. 2004. ISBN 978-1-56347-644-0. doi:10.2514/4.868894.
- Taylor, John W. R. Jane's All The World's Aircraft 1966–67. London: Sampson Low, Marston & Company, 1966.
- This article contains material that originally came from the web article Unmanned Aerial Vehicles by Greg Goebel, which exists in the Public Domain.